# Taenia coli
 (février 2021).
La mise en forme du texte ne suit pas les recommandations de Wikipédia : il faut le « wikifier ».
Les points d'amélioration suivants sont les cas les plus fréquents :
- Les titres sont pré-formatés par le logiciel. Ils ne sont ni en capitales, ni en gras.
- Le texte ne doit pas être écrit en capitales (les noms de famille non plus), ni en gras, ni en italique, ni en « petit »…
- Le gras n'est utilisé que pour surligner le titre de l'article dans l'introduction, une seule fois.
- L'italique est rarement utilisé : mots en langue étrangère, titres d'œuvres, noms de bateaux, etc.
- Les citations ne sont pas en italique mais en corps de texte normal. Elles sont entourées par des guillemets français : « et ».
- Les listes à puces sont à éviter, des paragraphes rédigés étant largement préférés. Les tableaux sont à réserver à la présentation de données structurées (résultats, etc.).
- Les appels de note de bas de page (petits chiffres en exposant, introduits par l'outil «  Source ») sont à placer entre la fin de phrase et le point final[comme ça].
- Les liens internes (vers d'autres articles de Wikipédia) sont à choisir avec parcimonie. Créez des liens vers des articles approfondissant le sujet. Les termes génériques sans rapport avec le sujet sont à éviter, ainsi que les répétitions de liens vers un même terme.
- Les liens externes sont à placer uniquement dans une section « Liens externes », à la fin de l'article. Ces liens sont à choisir avec parcimonie suivant les règles définies. Si un lien sert de source à l'article, son insertion dans le texte est à faire par les notes de bas de page.
- La présentation des références doit suivre les conventions bibliographiques. Il est recommandé d'utiliser les modèles {{Ouvrage}}, {{Chapitre}}, {{Article}}, {{Lien web}} et/ou {{Bibliographie}}. Le mode d'édition visuel peut mettre en forme automatiquement les références.
- Insérer une infobox (cadre d'informations à droite) n'est pas obligatoire pour parachever la mise en page.

Pour une aide détaillée, merci de consulter Aide:Wikification.
Si vous pensez que ces points ont été résolus, vous pouvez retirer ce bandeau et améliorer la mise en forme d'un autre article.
Les tænias coli ou ténias coli (taeniae coli en terminologie anatomique internationale) sont les trois bandelettes longitudinales du côlon (taenia signifiant ruban et coli côlon en latin). Ces épaississements superficiels de la couche  musculaire lisse longitudinale du côlon sont présents sous forme de trois rubans au niveau du côlon ascendant, transverse et descendant mais ne sont plus que deux au niveau du côlon sigmoïde. Convergeant à la racine de l'appendice vermiforme à la base du côlon ascendant ils s'étalent et disparaissent distalement à la jonction rectosigmoïde. 
Les tænias coli se contractent dans le sens de la longueur pour produire les haustrations coliques (bosselures de la paroi du côlon). 
On distingue trois tænias coli :
- La bandelette libre du côlon (taenia libera coli) est le ténia antérieur : disposé en avant du cæcum, des côlons ascendant, descendant et sigmoïde, et sur la face inférieure du côlon transverse.

- La bandelette mésocolique du côlon (taenia mesocolica coli) est le ténia postéro-médial : présent sur les faces postéro-médiales du cæcum, des côlons ascendant, descendant et sigmoïde, et placé sur la face postérieure du côlon transverse (le long du site de fixation du mésocôlon transverse).

- La bandelette omentale du côlon (taenia omentalis coli) est le ténia postéro-latéral : disposé en arrière du cæcum, des côlons ascendant, descendant et sigmoïde, et sur la surface antérosupérieure du côlon transverse.

Dans le cæcum et les côlons ascendant, descendant et sigmoïde, les positions de ces bandelettes sont fixes mais changent au niveau du côlon transverse à cause de sa torsion.
Les tænias coli sont impliqués dans la motilité du côlon. Le contrôle de leur activité musculaire s'effectue grâce à une innervation intrinsèque via le plexus myentérique (ou plexus d'Auerbach) plus développé sous les ténias et par une innervation extrinsèque  parasympathique via des fibres nerveuses ayant pour origine la moelle spinale sacrée (S2-S4)

## Diverticulose

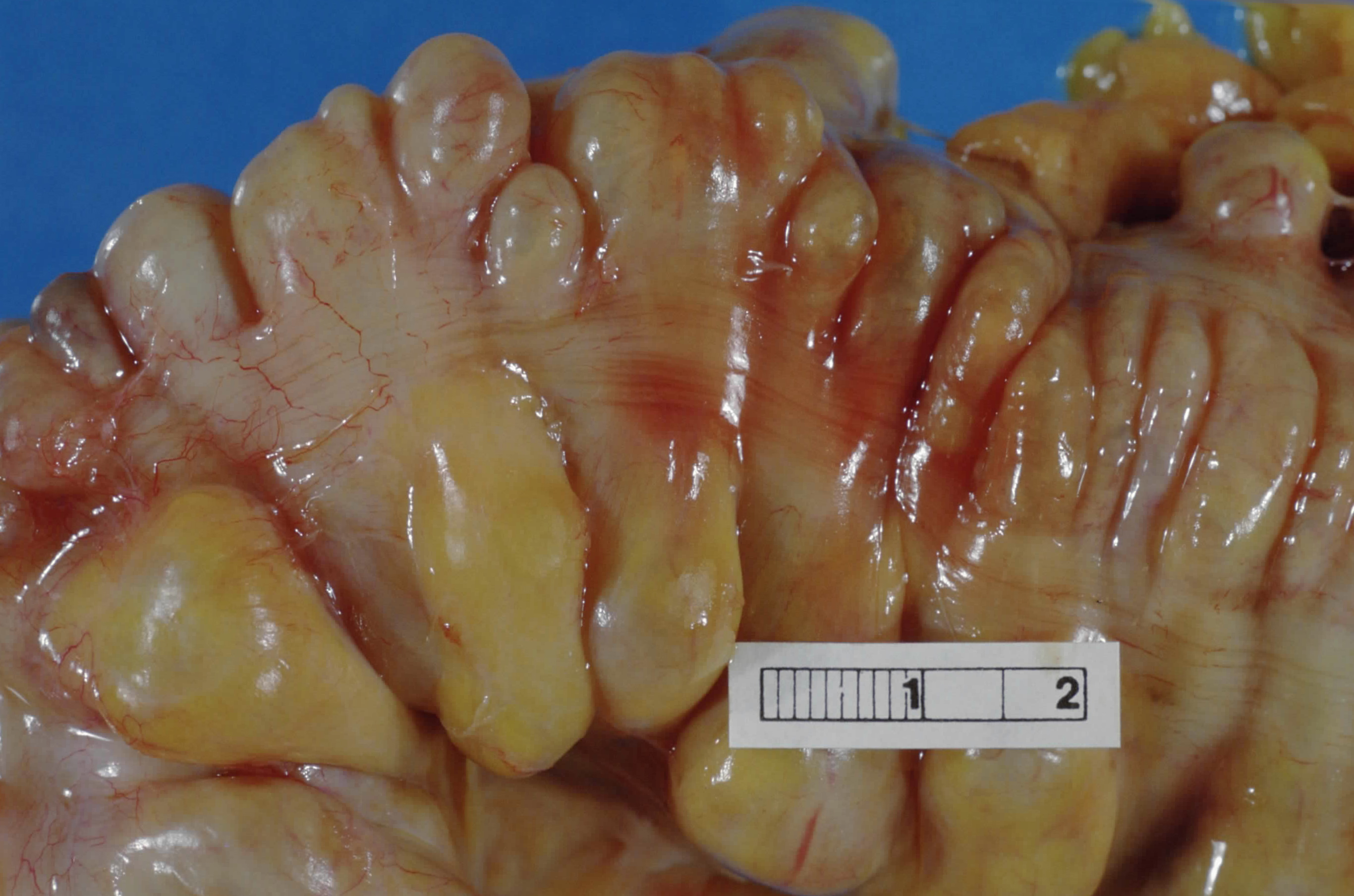
Gros intestin (côlon sigmoïde) avec diverticules multiples. Ceux-ci apparaissent de chaque côté du faisceau musculaire longitudinal (taenium).

Les espaces entre les bandelettes circulaires des ténias sont des points faibles dans l'intestin et sont les sites de diverticulose. La plupart des diverticuloses se produisent dans le côlon sigmoïde car c'est le segment ayant la pression intraluminale la plus élevée. La diverticulose ne se produit pas dans le rectum car les tænias coli deviennent une couche musculaire continue. La diverticulose peut alors devenir une diverticulite si le patient développe une inflammation de la diverticulose. Tout ce spectre de la maladie est appelé maladie diverticulaire.

## Les références
1. ↑  H. Wayne Lambert et Lawrence E. Wineski, Anatomy & Embryology, Lippincott Williams & Wilkins, 2011, p. 65 :« Destruction of the sacral spinal cord will eliminate parasympathetic outflow to the hindgut, pelvic organs, and perineum as well as somatic innervation to much of the pelvis and lower limbs. Because it stimulates gut motility and tone, loss of parasympathetic input will result in relaxation and inactivity of the teniæ coli in the descending colon. »